# Home Before Dark
Home Before Dark es una película de 1958 dirigida y producida por Mervyn LeRoy, y protagonizada por Jean Simmons, Dan O'Herlihy, Rhonda Fleming y Efrem Zimbalist Jr.. El guion fue escrito por Eileen y Robert Bassing, basándose en la novela de Eileen Bassing. La canción homónima fue escrita por Sammy Cahn con música por Jimmy McHugh.
La película, y la actuación de Simmons en particular, atrajo comentarios críticos positivos. Pauline Kael del New Yorker escribió: "Jean Simmons ofrece una interpretación reservada, fantásticamente modulada", y el crítico Philip French opinaba que la película contiene "quizás su mejor interpretación".

## Reparto
- Jean Simmons como Charlotte Bronn.
- Dan O'Herlihy como Arnold Bronn.
- Rhonda Fleming como Joan Carlisle.
- Efrem Zimbalist Jr. como Jacob "Jake" Diamond.
- Mabel Albertson como Inez Winthrop.
- Steve Dunne como Hamilton Gregory.
- Joanna Barnes como Frances Barrett.
- Joan Weldon como Cathy Bergner.
- Kathryn Card como Mattie.
- Marjorie Bennett como Hazel Evans.
- Eleanor Audley como Señora Hathaway.
- Johnstone White como Malcolm Southey.

## Premios
La película fue nominada para tres Globos de oro: Jean Simmons para mejor actriz (drama), mejor película (drama), y Zimbalist como mejor actor de reparto.